# 庫巴拉·拉迪斯勞
库巴拉·拉迪斯劳（匈牙利語：Kubala László；1927年6月10日—2002年5月17日），匈牙利足球运动员，巴塞罗那足球俱乐部传奇。退役后成为主教练。

## 生平
库巴拉于1927年出生于匈牙利布达佩斯。

### 巴塞罗那足球俱乐部
库巴拉是巴塞罗那神话般的球员。在随众多东欧流亡球员组成的球队来到巴塞罗那后，1950年6月加盟巴萨。
在克服很多政治障碍后，库巴拉终于在球队完成处子秀。但他很快成为巴萨信仰的忠实崇拜者。
在黄金年龄加盟巴萨后，库巴拉在球场上完全展示了自己的全部能力：惊人的体魄、出众的技术、非凡的视野，库巴拉还是任意球大师和球场领袖。
在库巴拉的帮助下，球队在1951-52赛季赢得全部奖杯。但随后几年，因为对手粗野的防守动作以及裁判的宽容导致库巴拉屡屡受伤。在50年代末期，埃雷拉执教巴萨后帮助库巴拉找回状态。1961年，库巴拉退役，在仅仅数月后就复出并效力至1963年。1980年他担任巴萨主教练，但没能取得成功。
库巴拉在2002年去世于巴塞罗那。

## 荣誉

### 球员時代
巴塞罗那足球俱乐部
效力赛季：1950-61
出场次数：345
进球数：274
西甲联赛冠军：4次（1951-52年、1952-53年、1958-59年、1959-60年）
拉丁盃：1次（1952）
国际城市博览会杯：2次（1957-58年、1959-60年）
西班牙国王杯：5次（1950-51年、1951-52年、1952-53年、1956-57年、1958-59年）
伊娃·貝隆杯：2次（1952年、1953年）

### 教练時代
马拉加足球俱乐部
西乙冠军：（1987–88年）